# Laguna Dalga
Laguna Dalga est une commune d'Espagne dans la province de León, communauté autonome de Castille-et-León. Elle s'étend sur 38,41 km2 et comptait environ 743 habitants en 2011.